# Uniwersytet Mateja Bela w Bańskiej Bystrzycy
Uniwersytet Mateja Bela w Bańskiej Bystrzycy (słow. Univerzita Mateja Bela v Banskej Bystrici) – słowacki uniwersytet, utworzony w Bańskiej Bystrzycy 1 lipca 1992. Nosi imię Mateja Bela, wybitnego uczonego słowackiego czasów oświecenia.

## Struktura
Uczelnia posiada sześć wydziałów:
- Wydział Ekonomiczny (Ekonomická fakulta)
- Wydział Nauk Humanistycznych (Filozofická fakulta)
- Wydział Nauk Politycznych i Stosunków Międzynarodowych (Fakulta politických vied a medzinárodných vzťahov)
- Wydział Nauk Przyrodniczych (Fakulta prírodných vied)
- Wydział Pedagogiczny (Pedagogická fakulta)
- Wydział Prawa (Právnická fakulta)